# Saurauia hageniana
Saurauia hageniana är en tvåhjärtbladig växtart som beskrevs av A. Gilli. Saurauia hageniana ingår i släktet Saurauia och familjen Actinidiaceae. Inga underarter finns listade i Catalogue of Life.